# Lumbricomastus tulearensis
Lumbricomastus tulearensis är en ringmaskart som beskrevs av Thomassin 1970. Lumbricomastus tulearensis ingår i släktet Lumbricomastus och familjen Capitellidae. Inga underarter finns listade i Catalogue of Life.